# Stanisław Latałło

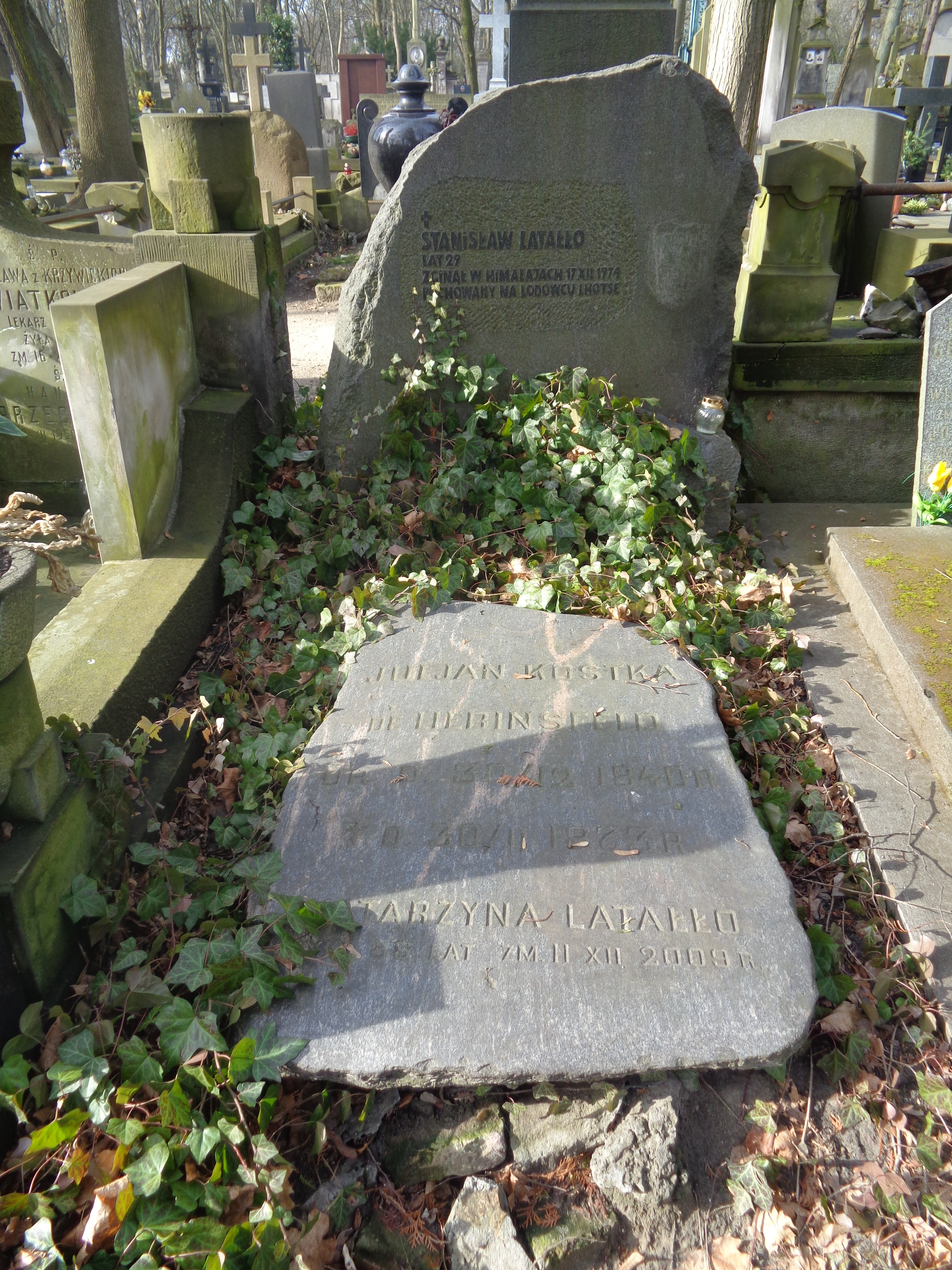
Symboliczny grób Stanisława Latałły na cmentarzu Powązkowskim w Warszawie

Stanisław Latałło (ur. 30 stycznia 1945 w Białce Tatrzańskiej, zm. 17 grudnia 1974 na Lhotse) – polski operator filmowy, reżyser, aktor i scenarzysta. 

## Życiorys
Uczęszczał do VI Liceum Ogólnokształcącego im. Tadeusza Reytana w Warszawie. W latach 1964–1970 studiował na Wydziale Operatorskim PWSFTviT w Łodzi. Podczas studiów był twórcą m.in. zdjęć do etiudy Andrzeja Titkowa Śnieg. Po studiach pracował jako operator przy filmach swojej matki Katarzyny Latałło: Sam sobie sterem (1971), Od starożytnych fraków do maski (1972). 
Zrealizował dwa filmy telewizyjne: Listy naszych czytelników (1973) według słuchowiska Zbigniewa Herberta oraz Pozwólcie nam do woli fruwać nad ogrodem (tytuł oryginalny Lasst uns frei fliegen über den Garten) zrealizowany w 1974 dla telewizji zachodnioniemieckiej na podstawie opowiadania Stanisława Czycza And z 1971.
Był twórcą zdjęć do introdukcji Latający Żyd w filmie Tadeusza Konwickiego Jak daleko stąd, jak blisko (1972) oraz autorem sekwencji Święta Rodzina w tym samym filmie. Zagrał Franciszka Retmana, głównego bohatera Iluminacji Krzysztofa Zanussiego (1972). Od 1973 był członkiem Zespołu Filmowego „X”. 
Zginął w grudniu 1974 jako operator filmowy kierowanej przez Andrzeja Zawadę polskiej wyprawy himalaistycznej na Lhotse w Himalajach. Jego ciało pozostało w Himalajach, jest pochowany symbolicznie na Starych Powązkach w Warszawie (kwatera 30 wprost-5-11).
W 1996 jego syn Marcin Latałło nakręcił o nim film dokumentalny pt. Ślad. W 2019 Stanisław Latałło został upamiętniony wraz z innymi polskimi wspinaczami, którzy w latach 1974–2018 zginęli w Himalajach i Karakorum, na Memoriale Polskich Himalaistów na terenie Parku Narodowego Sagarmatha w Namcze Bazar w Nepalu, na wysokości ok. 3500 m, przy szlaku prowadzącym do bazy pod Mount Everestem.
Był żonaty z Marią Stauber. Ojciec reżysera i scenarzysty Marcina Latałły. 